# Kościół San Fantin
Kościół San Fantin (nazwa w języku weneckim, wł. chiesa di San Fantino Martire, pl. kościół św. Fantinusa) – rzymskokatolicki kościół w Wenecji, w dzielnicy (sestiere) SanMarco. Administracyjnie należy do Patriarchatu Wenecji. Jest kościołem rektorskim w parafii San Moisè, wchodzącej w skład dekanatu San Marco - Castello.

## Historia
Według Pivy kościół San Fantin został zbudowany już w 850 roku, jednak większość źródeł datuje jego wzniesienie na 996 rok, wymieniając jako inicjatorów szlacheckie rody Barozzi, Aldicina i Equila. Najwcześniejsze dokumenty dotyczące kościoła pochodzą z 1127 roku. Data budowy świątyni wydaje się niepewna, równie niejasne są też okoliczności erygowania przy nim parafii, musiało to jednak mieć miejsce najpóźniej w XI wieku, kiedy to w mieście ustalony został cywilny i kościelny podział administracyjny. Parafie zarządzane były przez proboszczów lub kolegia kapłanów (kapituły). Kilkakrotnie niszczony przez ogień kościół został odbudowany pod koniec XII wieku z inicjatywy rodziny Pisani, która przy tej okazji przekazała kościołowi w darze cudami słynącą ikonę Maryi Dziewicy. W XV wieku został przebudowany na świątynię trzynawową, co wyraźnie widać na mapie Jacopa de’ Barbari. W 1506 roku kościół ten został rozebrany, a w roku następnym rozpoczęto wznoszenie nowego obiektu zgodnie z zapisem testamentowym kardynała Giovanniego Battisty Zena i według projektu Antonia Abbondi, który pracował nad nim aż do swojej śmierci w 1549 roku. Wówczas to budowę przejął Jacopo Sansovino (przy pomocy Alessandra Vittorii), projektując kopułową apsydę. Według późniejszych badań kościół mógł być zaprojektowany przez Pietra Lombarda, natomiast prace budowlane prowadzili Sebastiano Mariani, Antonio Abbondi i Antonio Sorella. 
Budynek ten ukończono w 1564 roku. Był to kościół cechowy Scaleteri (sprzedawców ciastek i słodyczy), którzy za swego patrona obrali św. Fantinusa. W XVIII wieku kościół został podniesiony do rangi kolegiaty.
Na mocy dekretu napoleońskiego Królestwa Włoch z 5 czerwca 1805 roku (oraz kolejnych dekretów) zainicjowano w Wenecji proces kasat i przekształceń kościołów i klasztorów oraz zmian granic parafii. W 1807 roku parafia San Fantino została zniesiona, a jej terytorium włączono do parafii San Moisè; kościół został zdegradowany do rangi  kościoła filialnego, utracił też status kolegiaty. W 1810 roku znalazł się granicach parafii Santa Maria del Giglio, a w 1967 roku ponownie w San Moisè.
Z powodu problemów ze statyką prezbiterium kościół został wyłączony z kultu. Jednak przestrzeń prezbiterium może być wykorzystywane na potrzeby wystawiennicze.
W 2018 roku, po dekadach renowacji, kościół został ponownie otwarty dla publiczności. Dla uczczenia 500. rocznicy urodzin Jacopa Tintoretta, Muzeum Puszkina i Stella Art Foundation w Moskwie zorganizowały w kościele w dniach od 11 maja 2019 do 11 września 2019 roku wystawę multimedialną There is a beginning in the end, w ramach której pokazano prace takich artystów jak: Dmitrij Krymow,  Irina Nachowa, Gary Hill i Emilio Vedova.

## Architektura
Kościół San Fantin usytuowany jest wśród gęstej zabudowy, jedynie jego fasada wychodzi na plac San Fantin. Zewnętrzna część, zaprojektowana przez Antonia Abbondi, jest podzielona na dwie kondygnacje kamiennym gzymsem, wspartym na narożnych konsolach; kondygnacja dolna jest pokryta kamiennymi płytami, górna natomiast otynkowana i przepruta dużymi oknami termalnymi. Fasadę nad głównym wejściem wieńczy krzywoliniowy szczyt.

## Wnętrze
Założenie podejmuje schemat architektoniczny kościoła San Salvador, jakkolwiek w uproszczonej formie, gdzie której zamiast trzech kopuł zrealizowano sklepienie krzyżowe. Wnętrze jest trzynawowe. Korpus nawowy poprzedza kwadratowa kruchta z trzema wejściami z każdej strony, a zamyka kwadratowe prezbiterium przykryte kopułą wspartą na czterech kolumnach korynckich i zamknięte półkolistą apsydą z kryptą poniżej.
Wśród relikwii przechowywanych w kościele znajduje się ciało św. Marcelliny (starszej siostry św. Ambrożego) i kość ramieniowa św. Tryfona.

### Prezbiterium
Prezbiterium jest dziełem Sansovina. Na ołtarzu głównym ustawione są dwa marmurowe posągi dłuta Giuseppe Torretta: Św. Fantinus i Św. Marta, oba z 1756 roku. Na lewej ścianie wisi wielkowymiarowe płótno Palmy młodszego Doża Alvise Mocenigo dziękujący Matce Bożej za zwycięstwo pod Lepanto. Na prawej ścianie znajduje się urna z prochami Bernardina Martiniego, a nad drzwiami do zakrystii – urna z prochami Vinciguerry Dandola, wykwintne dzieło pracowni Tullia Lombarda. W sąsiedztwie drzwi wisi obraz Św. Rodzina, prawdopodobnie pędzla Francesca Bissola. 

### Korpus nawowy

#### Nawa prawa
Nad bocznym wejściem wisi wielkowymiarowe płótno Josepha Heintza młodszego Święci Jan Ewangelista, Roch i Teodor błagający w obecności proboszcza Giovanniego Pomelli Maryję Dziewicę o przerwanie zarazy w 1630 roku. W ramieniu transeptu znajduje się Zdjęcie z Krzyża Palmy młodszego (zdobiące dawniej ołtarz główny). Ołtarz boczny wypełnia obraz Madonna z Dzieciątkiem, umieszczony na złotym tle, dzieło artysty wenecko-kreteńskiego, prawdopodobnie z XVI wieku. Nad nim, w lunecie umieszczony jest XVIII-wieczny obraz Zaśnięcie św. Józefa. Ołtarz zdobi obraz Jezuita i kanonik adorujący Najświętsze Serce, dzieło Liberale Cozzy z 1815 roku. Na końcu nawy znajduje eis pomnik Paresana Paresaniego.

#### Nawa lewa
Na ścianie lewego transeptu wisi Ukrzyżowanie Leonarda Corony. Przy drzwiach znajduje się XII-wieczna kropielnica z greckiego marmuru, a nad drzwiami – obraz Ostatnia Wieczerza Andrei Vincentina. W ołtarzu umieszczone jest płótno Nawiedzenie Sante Perandy. Na ścianie wisi obraz Św. Kajetan z Thieny przed Dziewicą Maryją Alberta Calvettiego.

#### Kruchta i ściana frontowa
Na ścianie kruchty wisi obraz Zwiastowanie pędzla Cesare dalle Ninfe. Nad wejściem do nawy głównej znajduje się marmurowy chór muzyczny z 1563 roku, będący przypuszczalnie dziełem Sansovina. Umieszczono na nim XVIII-wieczne organy.

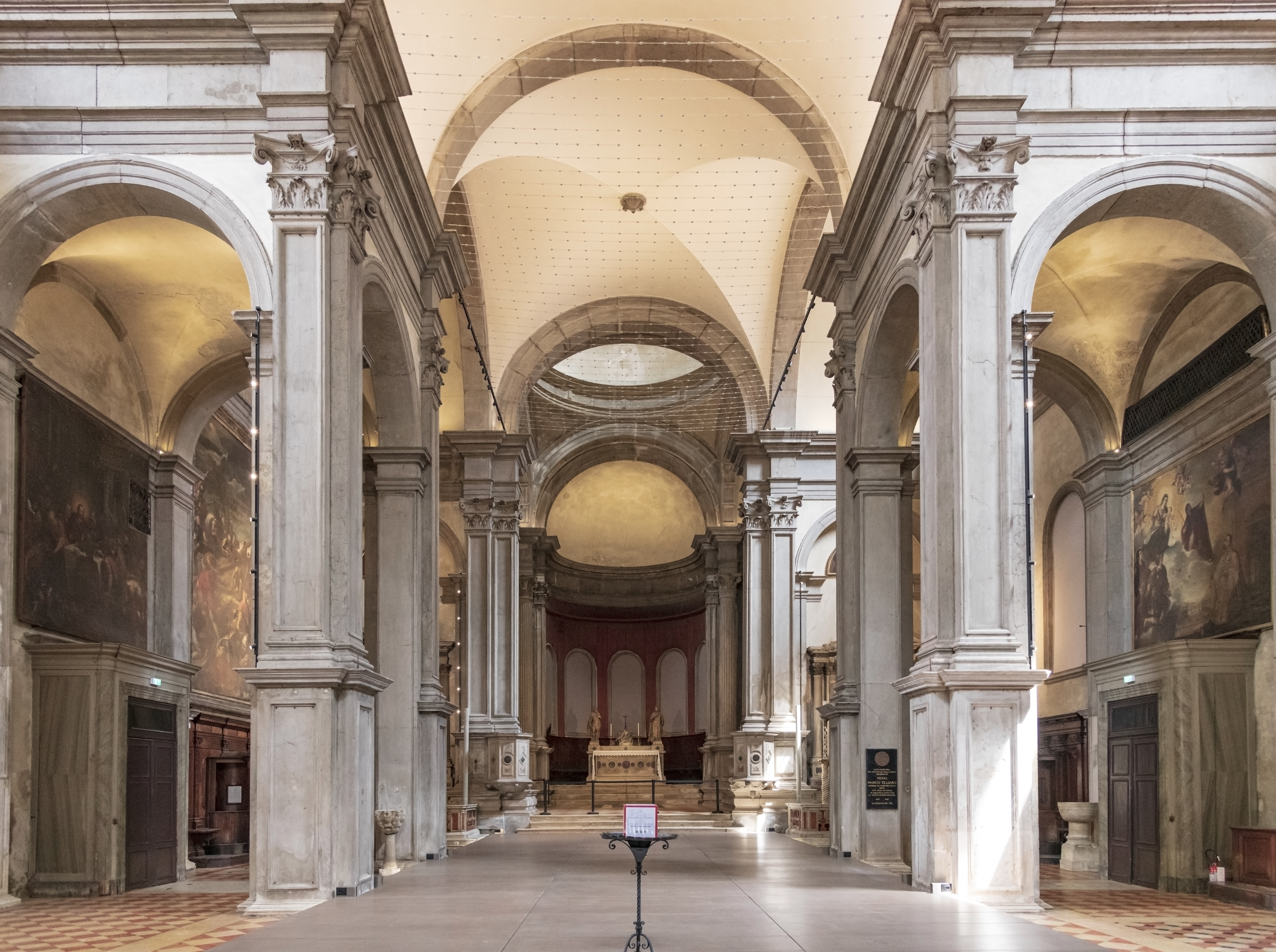
Widok wnętrza
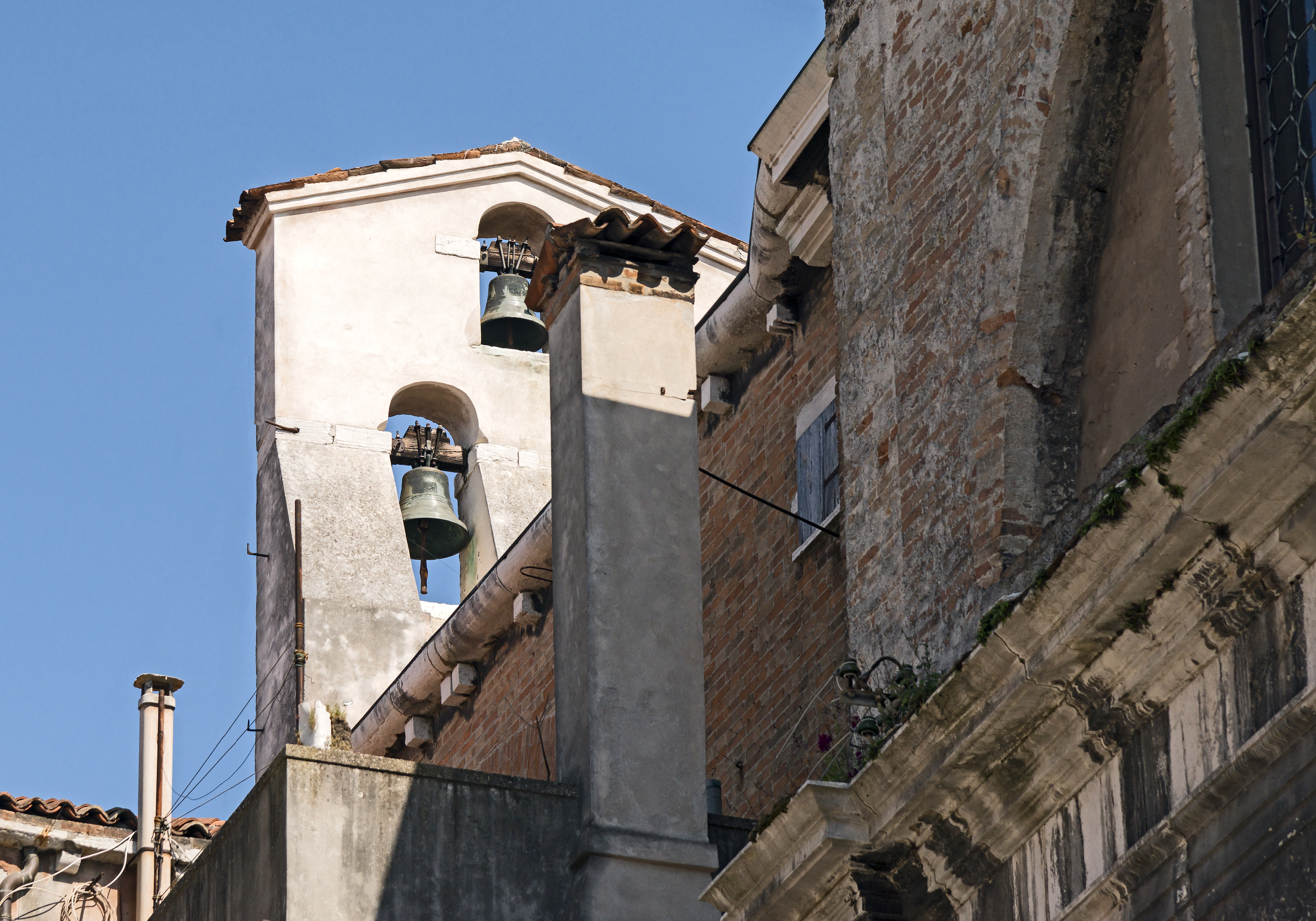
Dzwonnica parawanowa
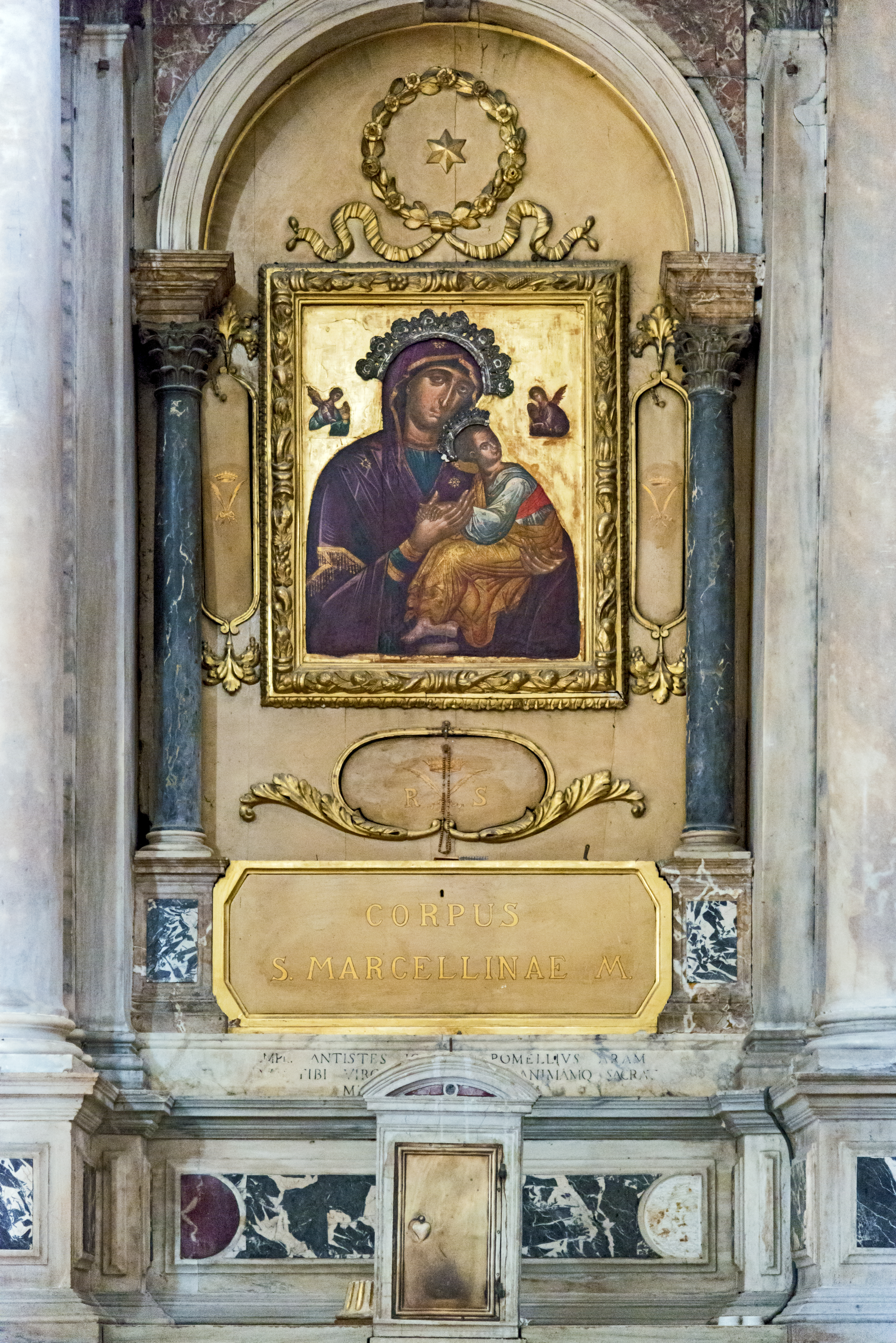
Cudowna ikona Maryi Dziewicy
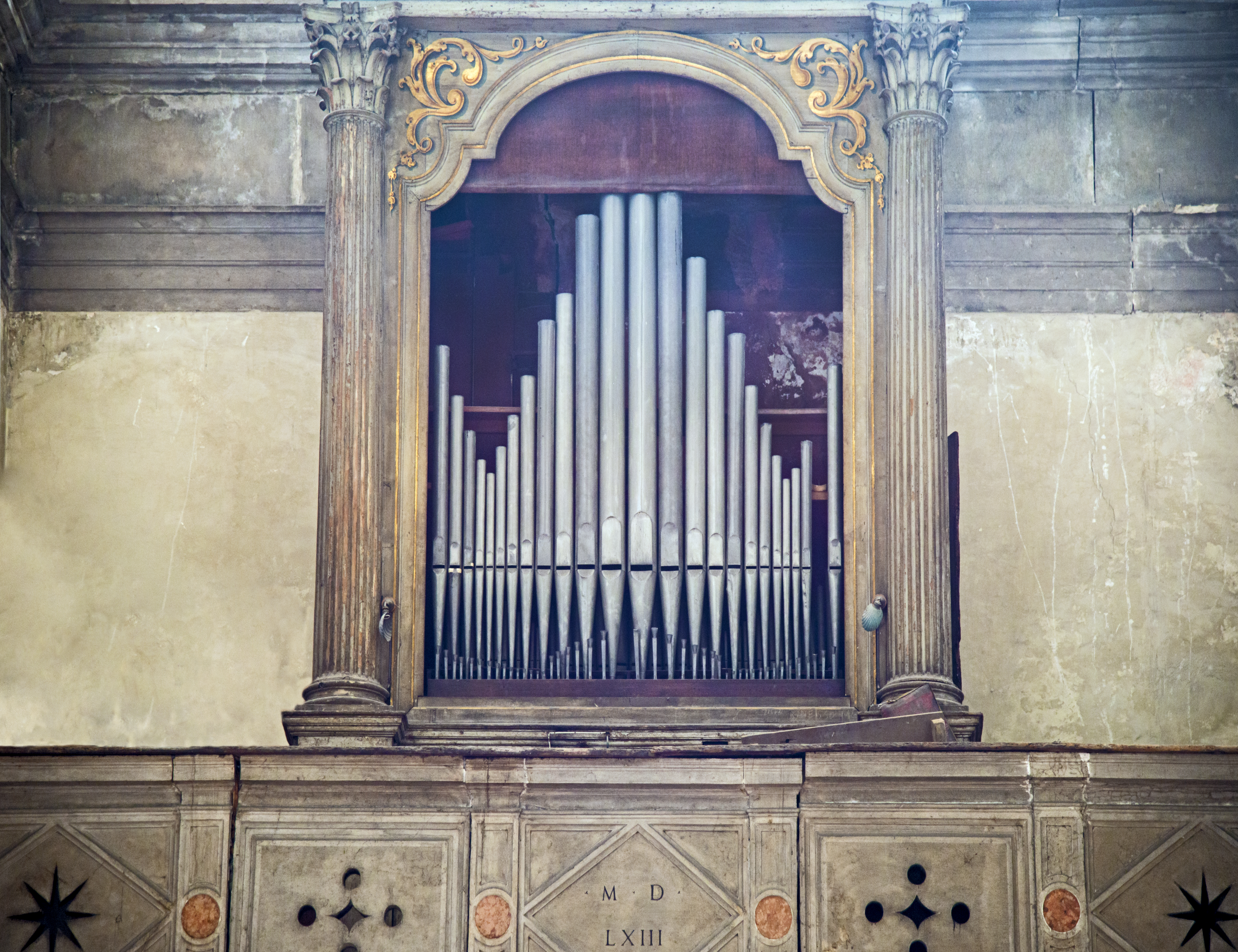
Organy